# Farbstern

Beispiel eines sechsteiligen Farbsterns

Als Farbstern bezeichnet man die Visualisierung des Verhältnisses der Grundfarben (Primärfarben) zu den Mischfarben (Sekundärfarben) in Sternform, in deren Ecken jeweils die Komplementärfarbe gegenüberliegt.

## Geschichte
Als Erfinder des Farbsterns gilt Johann Rudolf Adams. Adolf Hölzel schuf zu Beginn des 20. Jahrhunderts einen Farbkreis in Anlehnung an die Harmonielehre der Musik. Er benannte sieben Gegensätze in Bezug auf Farbe: hell und dunkel, kalt und warm, komplementär, leuchtend und matt, Quantität, Intensität, bunt und neutral. Schon vorher schuf Johann Wolfgang von Goethe einen Farbkreis. Als erster schuf Isaac Newton eine kreisförmige Farbanordnung. Bekannte Maler der Moderne die eigene Farbtheorien entwickelten waren u. a. Wassily Kandinsky, Johannes Itten und Paul Klee. Alle drei waren als Lehrer am Bauhaus in Dessau tätig.
Im Jahr 1921 publizierte Itten seinen Farbstern. Dieser Farbstern basierte auf der Farbkugel von Philipp Otto Runge und dem Farbsystem von Goethe. Itten klappte Runges Farbenkugel in die Fläche. Die Grund- und Mischfarben entwickeln sich aus reinen Weiß im Zentrum zu purem Schwarz am Rand. Auf der mittleren von sieben Stufen, sind die reinen Farben dargestellt. Die sich gegenüberliegenden Segmente sind jeweils Komplementärfarben.